# Font de les Perdius
La Font de les Perdius es troba al Parc de la Serralada Litoral, el broc de la qual té forma d'au (probablement vol ser una perdiu, però recorda més els animals del bestiari dels correfocs).

## Entorn i descripció
És situada en una petita esplanada, amb bancs, una taula de pedra i bona vista sobre el Sagrat Cor de Teià. Sens dubte, és un bon indret per a descansar de l'esforç de la pujada des de Teià. L'aigua baixa per canonada des de la mina del Vedat, a 400 metres de distància. La font inicial la va fer (durant la primera meitat del segle xx) el propietari de la finca El Vedat, el qual era caçador i s'amagava en el turó de Moliner (on ara hi ha el Sagrat Cor) tot esperant que les perdius anessin a beure a la font. La font actual va ésser arranjada pels membres de l'ADF de Teià.

## Observacions
L'ADF de Teià fa un seguiment dels cabals de diverses fonts del municipi per tal de mantindre diversos punts d'emmagatzematge d'aigua per fer-los servir en l'extinció d'incendis forestals. En el control efectuat durant la darrera setmana del mes de juny del 2015 es va establir que el cabal d'aquesta font era de 1.440 litres al dia.

## Accés
És ubicada a Teià: situats al Sagrat Cor de Teià, cal prendre el camí que mena al refugi de la Ferreria del Vedat. Als pocs metres s'arriba a una roca i un tram amb escales. Voregem la roca per la dreta i darrere trobarem la font. Coordenades: x=443483 y=4595735 z=285.